# Hideous Kinky
Hideous Kinky is een autobiografische roman uit 1992 van de Engelse schrijfster Esther Freud, dochter van de kunstschilder Lucian Freud en achterkleinkind van Sigmund Freud.
Het is in 1998 verfilmd met Kate Winslet in de hoofdrol als incapabele maar liefhebbende hippiemoeder.

## Inhoud
Om haar twee dochtertjes (7 en 5) vooral niet zo'n gedisciplineerde opvoeding te geven als ze zelf kreeg, vertrekt een Engelse vrouw met haar beide kinderen naar Marrakesh in Marokko. Daar maken ze allerlei facetten van het Marokkaanse leven mee en ze proberen zich zo goed mogelijk aan te passen. De moeder sluit zich aan bij de Soefi-beweging, de onorthodoxe mystieke kant van de islam. Een infectieziekte bij het oudste kind is de directe aanleiding voor de moeder om uiteindelijk te beslissen naar Engeland terug te keren. 